# Hypnose
Pour les articles homonymes, voir Hypnose (homonymie).
 (31 août 2024).
En français, le terme hypnose désigne à la fois des états modifiés de conscience, et les techniques permettant de créer ces états (appelées techniques d’inductions).

## Étymologie

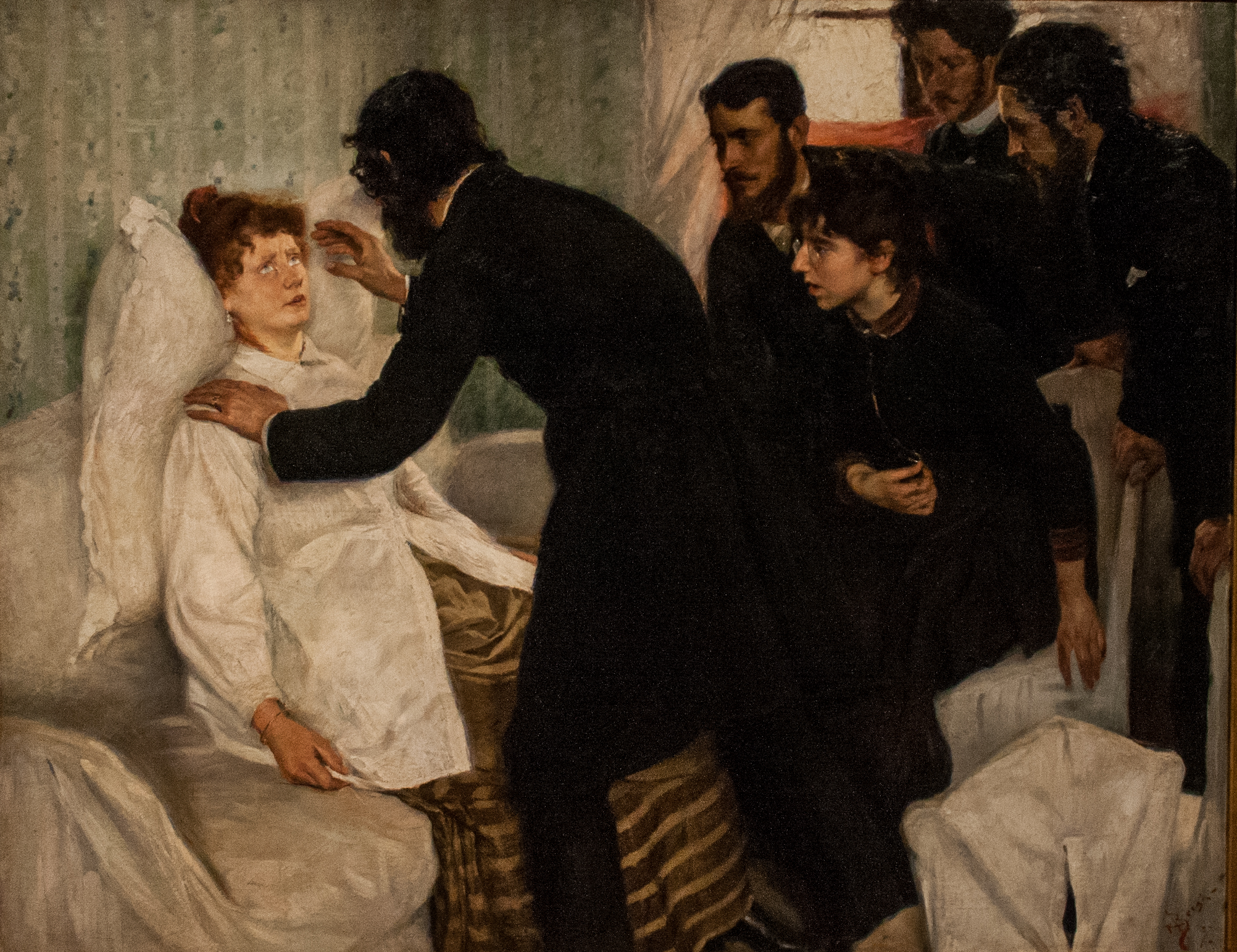
Séance d'hypnose, par Richard Bergh, 1887.

Parce que ses effets sont parfois comparés à celui d'un demi-sommeil, l'hypnose porte ce nom en référence au mot grec ancien signifiant "sommeil" : ὕπνος, húpnos (hypnos).
Le terme « hypnose » est un dérivé de « hypnotisme ».
Le mot « hypnotisme » est proposé par Étienne Félix d'Henin de Cuvillers dès 1820, lui-même dérivé de l'adjectif « hypnotique » signifiant qui provoque le sommeil et déjà en usage en médecine.
Après la publication en anglais en 1843 de l'ouvrage du chirurgien écossais James Braid Neurypnology ; or the rationale of nervous sleep, considered in relation with animal magnetism, le terme « hypnotisme » se répand parmi les médecins français pour désigner un sommeil ou un somnambulisme provoqués volontairement et artificiellement. On ne parle plus de sommeil magnétique (provoqué par la manipulation d'un fluide magnétique), mais d'un sommeil hypnotique ou d'un état d'« hypnotisme ».
Au milieu du XIXe siècle, le terme de « sommeil magnétique » est quelquefois employé en France.
La forme courte « hypnose » apparaît en français vers 1880, d'abord pour désigner l'état hypnotique, puis également les diverses pratiques faisant usage de l'état hypnotique (hypnose médicale, hypnose clinique, hypnose légale, hypnose de scène).

## Histoire de l'hypnose

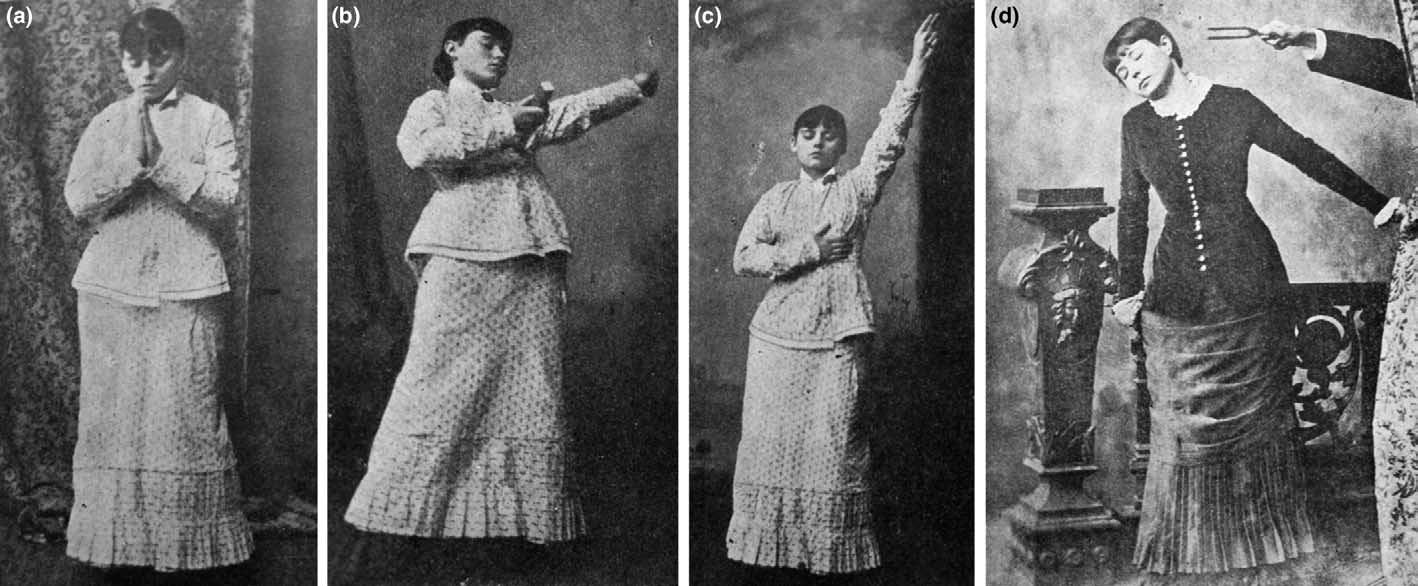
Expériences « comportementales » d'hypnose à la clinique de Budapest du ministère de la santé mentale et de pathologie. (a) Suggestion hypnotique de prière. (b) Suggestion hypnotique de suicide. (c) Suggestion hypnotique de serment. (d) L'hypnose produite par un diapason. (1899).

En 1878, le professeur et médecin français Jean-Martin Charcot réhabilite l'hypnose comme sujet d'étude scientifique en la présentant comme un fait somatique pathologique propre à l'hystérie,.
L'histoire de l'hypnose dépasse de beaucoup celle de la psychothérapie. Cette vieille pratique a toujours « flirté » avec les frontières entre sciences, occultisme, spectacle, thérapie, etc. Son utilisation dans un cadre thérapeutique a ainsi toujours été source de controverses, sans doute parce que la thérapeutique elle-même est prise dans ce même jeu des frontières : entre thérapeutiques officielles « scientifiques », thérapeutiques traditionnelles, thérapeutiques spirituelles, etc.
Une des controverses qui ont traversé les pratiques hypnotiques est rapportée par Bertrand Méheust dans son travail sur le courant du magnétisme animal (Mesmer, Puységur…).

## L'hypnose comme état de conscience
Parmi les effets possible de l'hypnose : abaissement ou augmentation de la vigilance, modification ou perte des repères spatio-temporels, hallucinations, analgésies, anesthésies, etc.
L'expérience hypnotique d'une personne dépend de sa personnalité, du contexte, de la méthode employée, des suggestions qui lui sont faites, de la profondeur de l'état hypnotique, et d'autres paramètres.
Une personne peut également développer une hypnose spontanée ou provoquer elle-même sa propre hypnose. On parle alors d’autohypnose.
Il existe un débat ancien entre ceux qui considèrent l'hypnose comme un état mental spécifique et ceux qui le considèrent comme un jeu de rôle comportemental en réponse pour se conformer à une attente, ainsi que des positions médianes.
Lorsqu’un individu entre en état d’hypnose, son état d'esprit, et par conséquent l'ordre des priorités qu'il accorde à ses pensées et perceptions, peuvent être modifiés par rapport à son état immédiatement antérieur. Les caractéristiques de l'état d'hypnose, très variées en nature et en profondeur, dépendent de ce qui le provoque autant que des motivations à le faire, quand il ne s'agit pas d'un état induit par des conditions environnementales indépendantes. Car l'hypnose peut être voulue, consentie ou subie, avec ou sans intervention humaine.
L'une des premières occasions de rencontrer l'hypnose, pour un être humain, est la berceuse qu'un parent chante afin d'apaiser son nourrisson. Le type de nourriture consommée (riche en sucres vite assimilés, le café, l'alcool, etc.) et les réponses physiologiques du corps après son absorption peuvent induire des états hypnotiques plus ou moins prononcés, tels une somnolence ou une excitation. La consommation de certains médicaments (anesthésiques, somnifères...) ou une intoxication (alimentaire comme respiratoire, du type tabagisme ou intoxication au monoxyde de carbone) sont susceptibles d'avoir des effets similaires ; de même que des sons, rythmes et vibrations particuliers, qu'ils soient volontairement provoqués (musique), la conséquence indésirable du fonctionnement d'une machine proche (vibrations du moteur d'une voiture) ou un bruit naturel (ronronnement de chat, infrasons résultant de microséismes, bourdonnement de hum, etc.).
L'hypnose est un état modifié de conscience différent de celui produit par la relaxation ou la méditation. Cet état peut être léger (rêverie, transe hypnotique légère, hypnagogique), hypnopompique ou plus profond.

« L'hypnose offre tant au patient qu'au thérapeute un accès aisé à l'esprit inconscient du patient. Elle permet de s'occuper directement de ces forces inconscientes qui sont sous-jacentes aux perturbations de la personnalité, et elle autorise l'identification de ces éléments de l'expérience de vie d'un individu qui ont de l'importance pour la personnalité et auxquels on doit accorder toute l'attention requise si l'on souhaite obtenir des résultats thérapeutiques. Seule l'hypnose peut donner un accès aisé, rapide et large à l'inconscient, inconscient que l'histoire de la psychothérapie a montré être d'une telle importance dans le traitement des désordres aigus de la personnalité. »

— Milton Erickson
Léon Chertok considère l'hypnose comme un « quatrième état de l'organisme actuellement non objectivable » dont les racines profondes vont jusqu'à l'hypnose animale. Cet état renverrait aux « relations pré-langagières d'attachement de l'enfant ». Il se manifesterait électivement dans toutes les situations de perturbation entre le sujet et son environnement.

« - L'hypnose et la graphologie, Martine Le Coz, Erich Lancaster Éditions Du Rocher, 1991.«L'altération consciente n'existe que de cause à effet : l'utilisation de suggestions verbales en remplace d'autres. Mais si l'on puise dans les items préexistants à l'individu pour les reformuler sans les déformer ou les remplacer, les conduites futures restent en accord avec le conscient, ce qui affecte la mémoire à long terme et confère une durabilité au traitement. L'hypnose dans ce cas dépasse l'état modifié de conscience, qui n'est plus le terme approprié pour définir l'état d'hypnose. D'autres constats actuels, l'état dit « de somnambulisme » se visualise avec l'électro-encéphalogramme (EEG) tel un état de sommeil lent profond comparable au sommeil paradoxal. On devrait aussi parler de « surconscient » et non de subconscient pour qualifier les états d'hypnose car ceux-ci remplacent la fonction volontaire du conscient ayant une action dominante sur la psyché. »

— L'hypnose et la graphologie, Martine Le Coz, Erich Lancaster Éditions Du Rocher, 1991.
 Jean Godin, premier spécialiste français de l’hypnose éricksonienne propose dans l’encyclopédie médico-chirurgicale la définition suivante qui fait le lien entre les étatistes et les non-étatistes.
L’hypnose est un mode de fonctionnement psychologique dans lequel un sujet, parvient à faire abstraction de la réalité environnante, tout en restant connecté à certains stimulus (ex. : la voix de l'hypnotiseur). Ce « débranchement de la réaction d'orientation à la réalité extérieure », qui suppose un certain lâcher-prise, équivaut à une façon originale de fonctionner à laquelle on se réfère comme à un état.

## Fonctionnement de l'hypnose

### Avoir conscience de l'inconscient
Pour comprendre les méthodes d'hypnose, il est important de comprendre que l'homme est connecté au monde extérieur à travers ses sens. Le cerveau les traite selon deux circuits : le circuit conscient et le circuit inconscient. Si le premier est bien connu de tous puisque l'homme en est par définition conscient, le circuit inconscient est très mystérieux. Il existe cependant d'innombrables manifestations de cet inconscient, notamment les émotions. Les émotions sont source de comportement (la peur, l'amour, etc.), ce qui sera utilisé par l'hypnotiseur. Une autre facette de l'inconscient est la perception. La perception est une réaction inconsciente à un stimulus qui peut être une source d'information pour notre conscient. 
Le moment le plus révélateur de l'inconscient s'avère néanmoins être lorsque le conscient se met en pause : lorsque l'on dort. Le rêve est donc un acte purement inconscient (d'ailleurs la mémoire d'un rêve au réveil s'estompe en quelques secondes en général, et ces rêves dont on a vaguement conscience ne correspondent qu'à une petite partie des rêves que l'on a, la plupart étant totalement inconscient, seulement visible sur un électroencéphalogramme). Il y a d'ailleurs dans le rêve un réflexe - par définition inconscient, qui déconnecte le cervelet de la moelle épinière pour éviter que lorsque l'on s'imagine courir, on se mette à courir réellement dans son lit. Dans de très rares cas, la reconnexion pourtant automatique au réveil peut mettre quelques secondes et on se retrouve dans une paralysie hypnagogique. A contrario, la reconnexion peut s'opérer durant les rêves et on se met alors à bouger dans son lit.

### Manipuler l'inconscient
Le rôle de l'hypnotiseur est dans un premier temps d'« endormir » l'esprit conscient, en diminuant son importance face à l'esprit inconscient dont il va au contraire augmenter les effets.
Dès que ces effets sont réels on parle d'état d'hypnose. Cet état peut commencer par de l'hypnose imperceptible, et extrêmement légère. La personne hypnotisée ne se rend en général compte de rien. Puis l'hypnotiseur va essayer d'augmenter cet état d'hypnose, jusqu'au niveau qu'il désire. Un bon hypnotiseur peut ainsi amener l'hypnotisé jusqu'à une transe très profonde. Cette phase de création de l'état hypnotique se fait au travers de suggestions, c'est-à-dire d'injonctions directes ou indirectes faites à l'inconscient. L'inconscient va alors réagir à ces suggestions. Cette réaction étant induite par les suggestions, on parle de phase d'induction.

### Déroulement d'une séance d'hypnose
En général, une séance d'hypnose se déroule en trois phases potentiellement facultatives :
- la mise en situation ;
- l'induction :
  - l'induction transparente,
  - l'induction hypnotique initiale (contenant les fameux tests),
  - l'approfondissement ;
- le travail (le moment où l'on va utiliser l'hypnose dans un but précis).

## Phases et techniques d'induction hypnotique
Les techniques d'inductions sont très variées mais ont cependant un point commun : elles jouent toutes sur la perception sensorielle par l'inconscient. On peut trouver des inductions :
- visuelles : films, vidéos, spectacles ;
- auditives : suggestions énoncées par un hypnotiseur, discours politique, cours magistral ;
- kinesthésiques : massages, touchers ;
- émotionnelles : La peur, la joie, l'euphorie, le doute, l'anxiété, l'attente, l'excitation, la confusion, etc.

La méthode auditive est la plus efficace car elle permet de jouer sur plusieurs tableaux à la fois (« Imaginez un ballon rouge qui fait un bruit bizarre lorsqu'il vous touche ») tout en pouvant contrôler ce qui est dit, en l'adaptant à l'individu, ce qui fait que la plupart des hypnotiseurs utilisent leur voix.
Au fil des inductions, l'hypnotisé va apprendre petit à petit à maîtriser son lâcher prise du conscient et à exacerber son inconscient. Après quelques séances, sur un sujet réceptif, une suggestion directe simple comme « Dormez ! » peut effectivement suffire à induire une transe hypnotique.

### La mise en situation
La technique d'hypnose commence lorsque l'hypnotiseur s'habille pour se faire prendre en photo pour sa publicité. En effet, l'image de l'hypnotiseur a un impact émotionnel (il est beau, il en impose, il est connu, etc.) qui peut faciliter son travail en séance. Lorsqu'une personne va se déplacer pour sa séance d'hypnose elle va se poser des questions y réfléchir durant le trajet. Tout un tas de questions qui vont potentiellement altérer son équilibre conscient/inconscient et faciliter le travail de l'hypnotiseur.
Lors de séances collectives ou de spectacle, l'effet de groupe va également jouer un rôle très important de désinhibition pour l'inconscient et d'endormissement du conscient, qui ne va pas se poser de question si l'on réagit comme d'autres personnes autour de nous). Ce trait est issu du comportement grégaire de l'être humain, qui est très commun dans la nature, à l'image des poissons d'un banc qui tournent tous instantanément « sans se poser de question » dès qu'un poisson tourne à droite ou à gauche (on a aussi l'image plus classique des moutons d'un troupeau).

### Induction
Il existe des centaines, voire des milliers de techniques d'induction, que l'on peut regrouper en 2 familles :
- les suggestions, des plus directes aux plus indirectes :
  - l'injonction (le fameux « Dormez ! »),
  - la suggestion directe (« Vos paupières sont lourdes »),
  - la suggestion semi-directe (« Il se peut que vous sentiez vos paupières devenir lourdes »),
  - la suggestion indirecte (« Le soir quand on est fatigué, on sent nos paupières devenir lourdes ») ;
- les outils facilitateurs :
  - l'imagination, qui est un support essentiel au développement de l'inconscient,
  - la relaxation, qui permet de diminuer l'impact du conscient sur notre comportement,
  - la surprise, ou l’inconscient va réagir plus rapidement que le conscient (c'est en général le cas du « dormez ! », ou la personne s'endort avant que son conscient ait traité la question),
  - Les questions, qui utilisent le fait qu'on ne puisse pas empêcher l'inconscient de répondre à une question,
  - les confusions, qui rendent in fine l'inconscient plus réceptif à une suggestion claire et simple à la fin de cette période de confusion,
  - les tests, qui permettent à l'hypnotiseur de contrôler l'état de conscience de l'hypnotisé tout en permettant à ce dernier de réaliser visuellement parfois l'efficacité de l'hypnose, avec par conséquent un renforcement de cette dernière.

Globalement, l'hypnotiseur va d'abord commencer par des suggestions indirectes alternant évidences ("vous sentez vos mains") suggestions indirectes ("vous entendez ma voix" que l'inconscient comprend comme "focalisez-vous sur ma voix"), saupoudrer des suggestions indirectes forcées sous forme de questions ("quelle main sentez-vous la plus légère ?"), où l’inconscient va vouloir trouver une réponse en testant réellement si une main est plus légère, ce qui peut amener une des deux mains à bouger. Si c'est le cas, c'est une brèche révélée par ce test et l'hypnotiseur va devenir plus direct ("votre main devient de plus en plus légère"), puis créer potentiellement une phase de confusion ("cette légèreté prend de plus en plus d'espace et prend une forme étrange dans votre orteil droit, et ça remonte dans votre hanche gauche, "silence") avant de continuer sur une suggestion claire et directe ("votre main se lève de plus en plus"), etc.
D'un autre côté : « Vous êtes bien… tranquille… vous respirez profondément, tranquillement… tous vos muscles se détendent… vos paupières sont lourdes… vous les fermez… vous sentez une agréable sensation de lourdeur vous envahir… vous êtes merveilleusement bien… vous glissez lentement, irrésistiblement dans un sommeil réparateur… » est une facette très limitée des techniques d'induction (mais en général suffisamment efficace sur des sujets sélectionnés parmi les plus réceptifs d'un public)
Durant l'induction, l'hypnotiseur se doit d'être attentif aux signes qui se manifestent lors de cette phase. Le battement des paupières par exemple, ou la déglutition plus fréquente font partie de ces signes. Certains diront alors : « Vos paupières palpitent, vous ressentez le besoin plus fréquent d'avaler votre salive, voici des signes qui montrent que, rapidement, vous allez être hypnotisé. »
Pour préparer le sujet à l'hypnose, il est efficace de parsemer un discours réel avec des affirmations suggestives. C'est ce qu'on appelle le saupoudrage. Cette technique permet de faire progressivement monter le niveau d'hypnotise de l'individu sans générer de blocage psychologique.
La technique de « confusion », aussi utilisée en PNL a été mise en valeur par Milton Erickson : on demande à une personne de penser à son pied droit, puis très vite à sa main gauche, très vite encore à la couleur des yeux de son père, etc. Son esprit cohérent se trouve alors rapidement surchargé et préfère se réfugier dans la détente qu'on lui propose par ailleurs. Cette technique porte également le nom de « confusion des sens ».

### Les tests
Chaque individu étant différent, de par sa nature, sa sensibilité, son état, ce qu'il a fait le matin même, etc., l'hypnotiseur peut ajouter à sa phase d'induction transparente une première phase de tests, qui ne sont pas nécessairement reconnus comme tel par l’hypnotisé. Les tests ont pour but de voir à quels types de suggestions l'individu est le plus sensible afin de faciliter l'entrée en transe. L'hypnotiseur pouvant alors choisir les suggestions adaptées à la personne.

### L'approfondissement
La question de la "profondeur" de la transe ne fait pas l'unanimité. Toutefois, comme mentionné dans le travail de M. H. Erickson, certains des traitements et effets hypnotiques ne sont obtenus que dans des états particuliers. Ainsi, M. H. Erickson indique par exemple que des modifications sensorielles (hallucinations positives et négatives) ne sont possibles pour certains sujets que dans des états de transes somnambuliques. À l'inverse, d'autres personnes expérimentent facilement et spontanément ces mêmes effets dans des transes "légères". L'approfondissement a donc pour but d'augmenter les possibilités d'un individu au travers une transe qui tend à éloigner davantage le sujet de ces perceptions ordinaires. Des techniques particulières existent pour approfondir la transe (par exemple le fractionnement).

### Le travail
En hypnose formelle, on distingue cette phase qui suit une phase d'induction. L'état d'hypnose en lui même peut être thérapeutique mais ne permet pas nécessairement d'améliorer la situation du patient ou de répondre à la demande. Lors cette phase, le thérapeute utilise des leviers pour faciliter le changement chez son patient. Selon l'approche et le courant du thérapeute, les mécanismes/leviers seront différents.

## L'hypnose comme spectacle
L'Hypnose de spectacle consiste à hypnotiser une partie d'un public pour lui faire faire des actions spectaculaires. C'est la troisième plus grande utilisation de l'hypnose après l’hypnothérapie et l'analgésie.
En hypnose de spectacle l'hypnotiseur va vouloir sélectionner des individus particulièrement réceptifs, et procédera à des tests directs kinesthésiques et visuels. Les tests le plus courant, appelé « test des doigts aimantés », consiste à faire se rapprocher les index des mains jointes ; bien qu'il existe une multitude d'autres techniques, comme « les mains aimantées » ou « les livres et les ballons ».
L'hypnose utilisée comme spectacle, sur scène, a joué un rôle important dans sa diffusion. C'est après avoir assisté à une démonstration du magnétiseur public Charles Lafontaine en 1841 que James Braid a commencé à s'intéresser aux phénomènes hypnotiques. Joseph Delboeuf, quant à lui, qui a fait des expériences avec le magnétiseur public Alfred D'Hont, dit Donato, se fait l'avocat des magnétiseurs de spectacle et demande « que chacun puisse faire de l'hypnotisme public ou privé, sous sa propre responsabilité ».
Les hypnothérapeutes ont voulu se démarquer des hypnotiseurs de spectacle en se faisant appeler hypnotistes ou hypnologues ou en changeant le terme d'hypnose mais à la suite d'une étude randomisée du psychologue Nicholas Spanos montrant que l'état de transe hypnotique (thérapeutique de transe moyenne) est augmenté chez les sujets sachant qu'ils vont être hypnotisés, le terme d'hypnose ayant une reconnaissance scientifique est maintenu.
En Belgique, les spectacles d'hypnose sont interdits par une loi de 1892. Cette ancienne réglementation a été invoquée pour ordonner l'annulation d'une représentation du spectacle de Messmer à Colfontaine en 2017, ce qui n'a pas empêché la planification de représentations en 2022.

### Questionnement sur de possibles trucages
C'est souvent la question qui se pose dans le cadre de l'hypnose de spectacle. La réalité de l'hypnose sur un sujet choisi au hasard n'est pas remise en cause. Même les milieux académiques sceptiques, comme le cercle zététique en France, ne la remettent pas complètement en cause. Il est communément accepté que tout individu est en théorie hypnotisable, sauf si l'induction n'est pas adaptée (elle peut prendre des heures chez de rares sujets) ou s'il ne souhaite pas être hypnotisé.
L'état d'hypnose étant un état naturel que nous vivons plusieurs fois par jour, en étant absorbé dans une tâche par exemple, il est donc impossible de se dire non-hypnotisable. Toutefois, la personne doit vouloir être hypnotisée, se laisser aller et se concentrer. Ce qui varie, c'est le temps nécessaire pour arriver à cet état d'hypnose. C'est pourquoi les hypnotiseurs de spectacle font des exercices d'imagination en début de spectacle pour trouver ces gens du public prêts à se laisser aller.
L'hypnose de spectacle joue sur le comportement grégaire, l'effet de foule, la fascination et la mise en scène pour faciliter la mise sous hypnose des individus les plus sensibles. Au-delà de quelques dizaines de spectateurs, la probabilité pour un hypnotiseur habile d'hypnotiser au moins une personne est proche de la certitude. Le fait pour une personne réceptive de monter sur scène renforce également cet effet.
Par contre, l’échec de l'hypnotiseur de spectacle étant préjudiciable à sa carrière, des soupçons de trucage sont fréquents. Il est parfois le fait d'un accord entre l'hypnotiseur et d'un sujet qui a déjà été hypnotisé, ou bien improvisé par une personne qui veut se mettre en valeur devant l’assistance. Ce cas est similaire à celui du guéridon qui tourne en répondant à des questions. Des capteurs installés sur la table montrent que s'il tourne c'est toujours du fait d'un des convives qui décide de truquer l'expérience. L'analyse statistique montre que ce cas est fréquent. La raison en est que si personne ne se décide à truquer l'expérience, la soirée devient rapidement ennuyeuse. Inversement, si un trucage est démontré, la carrière de l'artiste est aussi rapidement en danger,.

### Analyses sociologiques sur l'hypnose de spectacle
L'hypnose de spectacle fonctionne probablement grâce à une combinaison de facteurs psychologiques, à la sélection des participants grâce à des tests de réceptivité, la suggestibilité et la scénographie. Dans le cas de Messmer, il choisit toujours les participants à son spectacle grâce à certains tests de réceptivités en début de représentation. C'est de cette façon qu'il peut déterminer les spectateurs qui sont le plus réceptifs à son hypnose et à son magnétisme. Ensuite, s'ils le désirent, les gens réceptifs peuvent monter sur scène pour prendre part aux numéros.

### Analyses scientifiques
Des protocoles scientifiques sont aisément disponibles (voir les protocoles des groupes de zététiques) afin de faire la part entre réel et trucage. Comme pour tous les phénomènes paranormaux, ces tests sont faits dans des laboratoires scientifiques, en présence de confrères de l'artiste qui connaissent et peuvent détecter tous les types de truquages. Par contre dans tous les cas (succès ou échecs), les tests sont publiés.
Dans le cas de l’hypnose de spectacle, les tests ont surtout été pratiqués par Kreskin (en) qui a fait des expériences avec ses propres sujets pendant plusieurs années et a conclu qu'il pouvait reproduire l'ensemble des phénomènes de l'hypnose de scène sans recourir à l'état hypnotique.

## Hypnose et anesthésiologie
L’hypnose est reconnue pour ses effets analgésiques car elle permet de modifier radicalement la perception sensorielle et la perception de la douleur. L’utilisation des techniques d’hypnose en anesthésie date du XIXe siècle. C'est dans le monde anglo-saxon que l'on trouve les précurseurs de l'utilisation de l'hypnose (alors appelé « sommeil magnétique » que l'on pensait produire par l'utilisation du magnétisme animal, par mesmérisme) en anesthésie,,. En France, les médecins Eugène Azam et Paul Broca rendent compte devant l'Académie des sciences d'une intervention pratiquée sous anesthésie hypnotique en 1859. En 1860, le chirurgien Alfred Velpeau présente les travaux de Braid à l'Académie des sciences. En Belgique, l'hypnosédation est couramment utilisée au centre hospitalier universitaire de Liège pour l'anesthésie-réanimation lors d'interventions chirurgicales bénignes.
L'hypnose peut servir en médecine pour compléter, voire se substituer à l'anesthésie par sédatifs. On parle alors d'« hypnosédation ». L’hypnosédation est une technique d’anesthésie qui consiste à combiner une anesthésie locale avec une hypnose et une sédation consciente à base d’antidouleurs. Plusieurs bénéfices sont reconnus à cette technique : l’amélioration du confort du patient lors de l’opération, une diminution de l’anxiété et de la douleur, une diminution des médicaments administrés, une optimalisation des conditions chirurgicales, ainsi que récupération plus rapide du patient après l’opération,.
Il existe plusieurs indications de chirurgies mineures ou majeures pour l’hypnosédation : opération de la thyroïde, mise en place de prothèse mammaire, lifting, septorhinoplastie, reconstruction maxillo-faciale, retrait de matériel d’osthéosynthèse, opération des varices, opération des dents de sagesse, soins des grands brûlés, etc. Depuis 1992, le Centre Hospitalier Universitaire de Liège a permis à plus de 8500 patients de bénéficier de l’hypnosédation plutôt que d’une anesthésie générale.
Pratiquement, l’hypnosédation n’est possible que sous réserve de certaines conditions : possibilité de réaliser une anesthésie locale du site opératoire, motivation et habileté technique du chirurgien, motivation du patient de rester conscient et confortable au cours de la chirurgie, présence d’un anesthésiste formé à la technique d’hypnose. Quant au patient, juste avant l’intervention, il est invité à choisir un ou plusieurs évènements agréables qu’il souhaiterait revivre en cours de la chirurgie (souvenir de voyage, moment particulièrement agréable, une activité qu’il aime pratiquer).
En septembre 2018, de nombreux médias ont fait leurs gros titres sur une prétendue « opération à cœur ouvert sous hypnose et sans anesthésie ». En réalité, il ne s'agissait pas d'une opération à cœur ouvert mais d'une Implantation percutanée d'une prothèse valvulaire aortique, opération plus courante ne nécessitant généralement pas d'anesthésie générale, et il y a bien eu anesthésie locale. L'hypnose a seulement remplacé la prémédication (c'est-à-dire la prise d'anxiolytiques en amont de l'opération), sédation quelquefois inutilisée.

## Hypnose et psychothérapie
De nombreuses techniques de psychothérapie modernes découlent de l'hypnose, le terme psychothérapie a été créé en 1891 par Hippolyte Bernheim pour désigner sa pratique de l'hypnose médicale. En 1923, Pierre Janet déclarait : « la décadence de l'hypnotisme […] n'est qu'un accident momentané dans l'histoire de la psychothérapie ».
L'hypnose n'est pas sous-tendue par une théorie unique. Elle est d'abord et avant tout une pratique, un outil mis au service de la thérapie, de l’accompagnement. Ainsi, elle peut s'intégrer facilement à toute approche thérapeutique : approche humaniste, psychanalyse, thérapies cognitives et comportementales, thérapies brèves, transpersonnelles, systémiques, etc. L’hypnose est considérée par ses praticiens à la fois comme un amplificateur et un accélérateur de thérapie[réf. nécessaire]. D’après Paul Watzlawick, l’hypnose permet d'accéder aux ressources inconscientes, de contourner les blocages et de permettre l'émergence de nouveaux comportements plus créatifs pour la vie du sujet[réf. nécessaire].

### Approches thérapeutiques
L'hypnose a fécondé de nombreuses approches thérapeutiques, directement ou non. Elle a été utilisée par Sigmund Freud à ses débuts, auprès de patientes hystériques dans la tentative de « retrouver » l'évènement traumatique (la scène de séduction) supposé à l'origine des troubles. Freud abandonnera rapidement (1895) la pratique de l'hypnose qu'il qualifie de manipulation du sujet et dont il constate dans la pratique que la « vérité » issue de l'hypnose ne peut être entendue (« utile » au sujet) sans résistance, et du fait qu'il lui faut (au patient) la « découvrir » (sa vérité) par lui-même, par le biais de sa parole. Ce sera le début de la talking cure les débuts de la cure analytique à proprement parler.

### Hypnose ericksonienne
Milton H. Erickson (1901-1980) est un psychiatre américain qui représente un personnage clé de l’hypnose. Il utilise initialement l’autohypnose pour traiter sa paralysie résultant d'une poliomyélite. Sa guérison l’amènera à sa conviction sur les effets thérapeutiques de la suggestion et de l’hypnose. Enfin, il va mettre en place un renouvellement complet de la pratique hypnothérapeutique.
Dans cette hypnose éricksonienne, le patient doit être l’acteur de sa guérison. C’est au patient d'utiliser l’état hypnotique afin d’accéder aux ressources intérieures qui sont souvent inexploitées.
Milton Erickson soutenait l'idée qu'on ne soigne pas un symptôme ou une maladie, mais une personne. L'hypnose en psychothérapie, envisagée à la manière d'Erickson, est une relation vivante entre deux individus :

« L’hypnose, c’est une relation pleine de vie qui a lieu dans une personne et qui est suscitée par la chaleur d’une autre personne. »

— Milton Erickson

### Autohypnose
Les états d’hypnose peuvent aussi être expérimentés seul, c’est l’autohypnose. Le pratiquant modifie son état de conscience volontairement à l’aide de techniques dites inductives. L'autohypnose offre un cadre qui permet de stimuler et d’accéder à des processus inconscients sans aide extérieure, le fonctionnement reste identique à l’hypnose. Les applications sont donc nombreuses et similaires à celles de l’hypnose. L'autohypnose peut s’apprendre seul (par des livres, vidéos, sites web) ou via un accompagnement (aidé d’un hypnothérapeute, par exemple).

### Hypnose européenne
L'hypnose européenne est un courant de l'hypnose classique. En hypnothérapie, l'hypnose européenne se concentre sur les symptômes. Elle est pratique, centrée sur les personnes et les symptômes d'ordre psychique, la modification des habitudes et comportements gênants ou la suppression des souffrances. Elle pourrait être qualifiée d'hypnose « cognitivo-comportementaliste ».

## Mécanismes de l'hypnose
Bien que la science se soit depuis longtemps intéressée à l’hypnose, l’avènement des techniques d’imagerie cérébrale a permis une amélioration des connaissances sur le fonctionnement du cerveau dans ces conditions particulières. Certaines aires cérébrales sont ainsi spécifiquement activées lors de l'hypnose.
Ernest Rossi pense que l'hypnose pourrait faciliter l'expression des gènes.

### Hypnose et douleur

Le cortex cingulaire antérieur.

C’est Pierre Rainville, professeur au département de stomatologie à l’université de Montréal, qui a le premier étudié les relations entre l’hypnose et la douleur grâce à des techniques d’imagerie cérébrale. Il a montré qu’un stimulus de même intensité physique, jugé douloureux par les sujets dans un état de veille normale et non douloureux lorsque ces mêmes sujets étaient sous hypnose, évoque des modifications d’activité dans le cortex cingulaire antérieur, une région médiale du cortex préfrontal. Cette région est connue pour son appartenance, entre autres, à la matrice de la douleur, un ensemble de régions du cerveau dont l’activité augmente lors d’une expérience douloureuse.
Stuart Derbyshire et son équipe ont, quant à eux, utilisé une suggestion hypnotique d’hyperalgésie afin de contraster les activités cérébrales évoquées par une douleur imaginée et celles d’une douleur induite sous hypnose. Ils concluent également que la sensation subjective de douleur et le sentiment désagréable qui lui est associé se reflète dans l’activité du cortex cingulaire antérieur.
Cette étude apporte néanmoins un argument clair en faveur de la véracité d’induire une douleur sans aucun stimulus physique sans que celle-ci soit imaginée ou imaginaire. Cette conclusion doit sensibiliser certains médecins ou praticiens à réviser leur avis sur des douleurs qu’ils qualifiaient jusqu’alors de factices. Cette étude a été enrichie, entre autres, par une étude finlandaise menée par Tuukka Raij et publiée en 2005.
Hofbauer a réalisé une expérience en TEP publiée en 2001, avec une suggestion portant sur la sensation douloureuse et non sur le caractère désagréable de cette sensation comme c’était le cas dans l’étude de Rainville. Il a mis en évidence une modulation de l’activité dans les cortex somato-sensoriels et non dans le cortex cingulaire antérieur mettant ainsi en évidence l'importance de la suggestion.
Des travaux menés par le Pr Faymonville au CHU de Liège en Belgique ont également permis de démontrer que l’hypnose diminue l’activité, d’une part, des régions somatosensorielles, d’autre part, du cortex cingulaire antérieur, qui participe aux aspects émotionnels et affectifs de la douleur. Grâce à l’étude de la connectivité cérébrale, nous savons que cette diminution de la perception de la douleur observée en hypnose est liée à une augmentation de la modulation fonctionnelle entre le cortex cingulaire antérieur et un large réseau neuronal de structures corticales et sous-corticales connues pour être impliquées dans les différentes douleurs et leurs diverses composantes (sensitives, affectives, cognitives et comportementales),. Ce réseau comprend le cortex préfrontal, l’aire motrice pré-supplémentaire, les thalami et le tronc cérébral. Ces variations de la connectivité induites par l’hypnose, entre le cortex cingulaire antérieur et les régions préfrontales, peuvent traduire une modification des processus associatifs du jugement, de l’attention ou de la mémoire des stimuli nociceptifs perçus. De plus, l’hypnose réduit l’activité des régions cérébrales gérant les réactions défensives et émotionnelles face à une stimulation. Cela expliquerait la diminution importante, voire la disparition, de toute réaction motrice quand un stimulus douloureux est appliqué aux patients sous hypnose. Enfin différentes études ont mis en évidence une modification de l’activité cérébrale observée lorsque les sujets sont en hypnose, sans tâche spécifique à réaliser, particulièrement au niveau des réseaux de la conscience interne (conscience de soi) et de la conscience externe (conscience de l’environnement) (pour une revue, voir).

### Hypnose et attention
Diverses études ont abordé ce sujet :
- en 2005, on a montré une baisse de l’activité du cortex cingulaire antérieur (impliqué dans la détection des conflits)[47] ;
- une augmentation de l’activité de cette région en situation de conflit[48]. Ces résultats contredisent à première vue l'étude précédente, montrant l'importance de la suggestion : dans le premier cas, une suggestion était réalisée sur la tâche (« le texte qui apparaissait était d’une langue inconnue ») mais dans le second, aucune suggestion directe ne portait sur la tâche. Ces deux études semblent confirmer qu'il n'y a pas une base cérébrale à l'hypnose mais que les activités cérébrales dépendent de la suggestion hypnotique utilisée ;
- après une unique séance d'hypnose visant à améliorer chez huit tireurs de l'équipe nationale suisse les performances de tir à la carabine à air comprimé à 10 mètres en compétition, les résultats suggèrent que l'hypnose a eu un léger effet positif sur la performance (6 des 8 tireurs ont légèrement amélioré leurs performance, mais deux les ont diminué). Ces résultats ne sont pas statistiquement significatifs, mais les auteurs notent que tous les tireurs ont vécu l'intervention comme positive ; se disant alors (subjectivement) plus calmes, plus concentrés et plus sûrs d'eux en début de compétition[49].

### Hypnose et mémoire
Dans le cadre de l’hypnothérapie, le praticien peut guider son client pour :
- l’aider à accéder au souvenir d’une expérience. Le but est alors de rappeler au conscient des souvenirs présents dans une partie inconsciente ;
- rendre difficile l'accès à un ou plusieurs souvenirs ;
- créer de faux souvenirs à des fins thérapeutiques. Des faits divers mentionnent l’usage parfois abusif de cette pratique[50] ;
- être un thème de travail dans le cadre d’un accompagnement (améliorer les capacités de mémorisation).

Dans le cadre d'un spectacle l'amnésie est souvent utilisée, notamment avec l'oubli pendant quelques secondes ou minutes d'un chiffre ou du prénom de la personne hypnotisée.
Dans une étude récente (2008), Mendelsohn a proposé que certaines régions qui supportent la récupération des informations en mémoire puissent être inhibées lors d’une suggestion hypnotique d’amnésie.

## Limites de l'hypnose
Depuis 2016, les preuves scientifiques prouvant l'efficacité de l'hypnose étaient suffisantes dans l'analgésie pendant l’acte chirurgical en permettant la réduction d'antalgiques et/ou de sédatifs avant une opération et celle du syndrome du côlon irritable.
Les autres domaines d’utilisation de l'hypnose n'ont pas recueilli assez de preuves pour être considérés comme valides scientifiquement.
Il est attesté l'utilisation de l'hypnose dans la procédure judiciaire dès 1846. Les juridictions sont très sceptiques et plusieurs décisions aux États-Unis comme en France invalident son utilisation comme preuve ou moyen d'aveu,.

## L'hypnose dans la littérature
- Dans le roman-enquête Retour à Whitechapel de Michel Moatti (2013), un protocole d'hypnothérapie est utilisé à Londres pour aider une patiente à remonter dans ses souvenirs et tenter d'identifier Jack l'Éventreur[55],[56].
- L'Hypnotiseur, de Lars Kepler (2012), met en scène un praticien obligé de recourir à cette technique dans une enquête policière, malgré ses réticences[57].
- Dans les aventures de Tintin Les Sept Boules de cristal puis Le Temple du Soleil d'Hergé parus respectivement en 1948 et 1949, divers personnages sont sujets à l'hypnose : Madame Yamilah qui se révèle posséder des dons incroyables lorsqu'elle est hypnotisée ; les explorateurs qui ont découvert au Pérou une momie andine sont plongés dans un état hypnotique par l'intermédiaire du contenu des boules de cristal qu'un Indien projette en leur direction.
- L’hypnose et la télépathie sont largement utilisées par le célèbre Docteur Mabuse, personnage créé par l’auteur luxembourgeois Norbert Jacques en 1921. Le thème sera largement repris au cinéma par Fritz Lang, qui fera définitivement de Mabuse l’archétype de l’hypnotiseur passé maître dans l’art de l’autosuggestion.
- Dans le roman Maurice de l'écrivain britannique E. M. Forster, le personnage principal consulte un médecin hypnothérapeute pour le "guérir" de son homosexualité, via plusieurs séances d'hypnose.
- La nouvelle Le Horla, de Guy de Maupassant, parue en 1886, relate une expérience d'hypnose très troublante faite par le docteur Parent sur la cousine du personnage principal.
- La nouvelle d’Edgar Allan Poe, La Vérité sur le cas de Monsieur Valdemar (édition française, 1869, traduction par Charles Baudelaire) est centrée sur l’hypnose et les passes magnétiques, censées maintenir en vie un agonisant.
- Joseph Balsamo dans le roman éponyme d'Alexandre Dumas, paru entre 1846 et 1849, crée une dépendance amoureuse avec Lorenza Feliciani, qu'il maintient dans une transe hypnotique.
- Le roman Ursule Mirouët, d’Honoré de Balzac, publié en 1842, fait largement mention de l’hypnose et du mesmérisme.
- Le récit Le Magnétiseur d'E. T. A. Hoffmann, publié en allemand en 1814, raconte l'histoire du magnétiseur et médecin Alban, qui exerce un pouvoir sur deux jeunes femmes, dont Maria, au moyen du magnétisme mesmérien[58].
- La pièce La Démonstration du Professeur Glomus, publiée en 1946, de Jacques Aeschlimann, met en scène un hypnotiseur accusé de meurtre et un spécialiste de l'hypnose appelé par le tribunal à démontrer les potentialités de l'hypnose.

## Craintes liées à l'hypnose
La perte apparente de conscience durant une hypnose suscite de nombreuses craintes proportionnelles au risque d'une perte de contrôle de l'individu. Ces peurs se retrouvent dans les termes mêmes utilisés en hypnose, tel que le « lâcher-prise ».
Cependant, l'action de l'hypnose a toujours été limitée à la perte de contrôle partielle du conscient de l'individu. Le rôle de l'inconscient, pleinement actif dans les domaines de la sauvegarde de la personne (réflexes naturels) n'est jamais atteint, et seules des actions sans conséquences, telles qu'illustrées lors de spectacles, peuvent être réalisées sous hypnose. De plus les suggestions émises par l'hypnotiseur doivent être en accord avec l'inconscient de l'hypnotisé, sous peine de ne pas fonctionner[réf. nécessaire] (cf. cas Candy Jones et le programme de manipulation mentale MK-Ultra,).

### Filmographie
- Ma voix t'accompagnera, documentaire de Bruno Tracq sorti en 2020 Le film suit deux femmes médecins anesthésistes des Cliniques Saint-Luc à Bruxelles qui utilisent l'hypnose lors d'opérations chirurgicales et dans leur quotidien de médecins.

### Radio
- « Hypnose, vos paupières sont lourdes », La Méthode scientifique, France Culture, 18 avril 2022.